# Lambaré
Lambaré é uma cidade do Paraguai, Departamento Central.

## Esportes
A cidade de Lambaré possui um clube em uma das divisões do Campeonato Paraguaio de Futebol, o Club Capitán Figari

## Transporte
O município de Lambaré é servido pelas seguintes rodovias:
- Caminho em pavimento ligando a cidade ao município de Ypané
- Caminho em pavimento ligando a cidade ao município de Assunção [1][2][3]